# Tübinger Stift

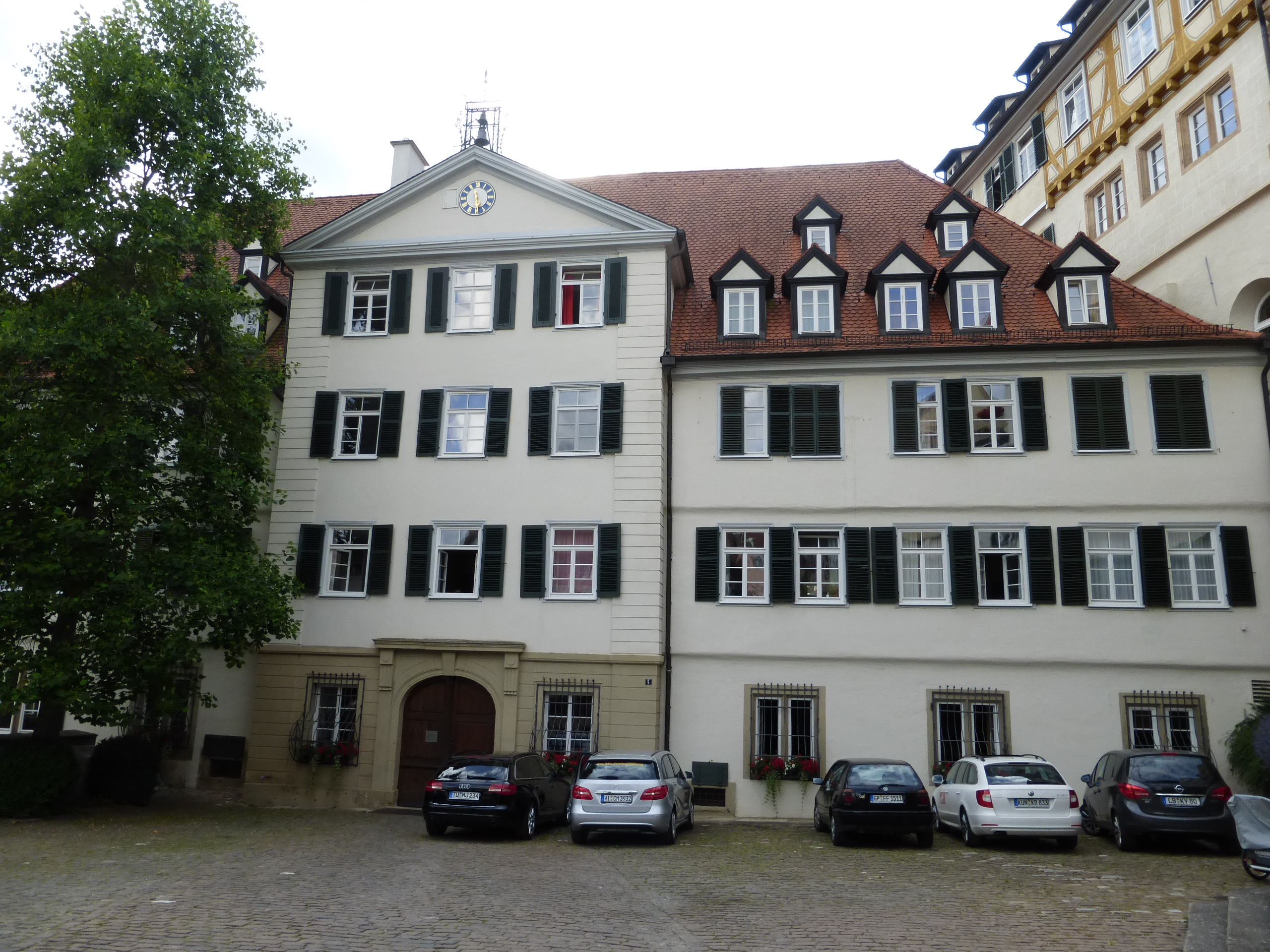
Il Tübinger Stift

Il Tübinger Stift è un centro di insegnamento della Chiesa evangelica in Germania. Ha sede nel Baden-Württemberg, nella città universitaria di Tubinga, in Germania.

## Storia
Lo Stift fu fondato come convento agostiniano nel Medioevo. Dopo la Riforma protestante, nel 1536, il duca Ulrico di Württemberg trasformò il convento ormai vuoto in un seminario per la preparazione dei pastori protestanti per la Chiesa riformata del Württemberg.